# Anatoli Vichnevski
Pour les articles homonymes, voir Vichnevski.
Anatoli Grigorievitch Vichnevski (en russe : Анатолий Григорьевич Вишневский ; né le 1er avril 1935 à Kharkov en URSS, actuellement en Ukraine, et mort le 15 janvier 2021 à Moscou) est un démographe et économiste soviétique puis russe. Il a également écrit plusieurs romans.

## Biographie
Vichnevski est docteur en science économique depuis 1983, membre effectif de l'Académie russe des sciences naturelles. Il dirige le centre de prévision économique au sein de l'Académie des sciences de Russie. Il dirige également l'Institut de démographie de l'École des hautes études en sciences économiques.
Il est rédacteur en chef du bulletin d'information « Population et société» et de la revue électronique « Démoscope Weekly ».
Mais aussi écrivain et historien de l'histoire de la littérature des russes émigrés.
Sa carrière d'enseignant a débuté en Ukraine, à l'époque encore au sein de l'URSS.
En 1958, il termina les cours de la faculté de science économique à l'Université nationale de Kharkiv, en section spécialisée de « Statistique », d'où sortirent aussi un grand nombre de démographes soviétiques, amis et collègues ou critiques d'Anatoli Vichnevski tels V. C. Stechenko, V. P. Piskounov, L. V. Tchouiko et d'autres encore.
Il a ensuite travaillé à la succursale de l'Institut de Karkhov « Giprograd ». De 1962 à 1966, il étudie en troisième cycle à l'Institut de recherche et de conception scientifique du développement urbain de l'État d'URSS à Kiev. En 1967, il soutient sa thèse sur le thème : « Les agglomérations urbaines et la régulation économique de leur croissance, (par exemple l'agglomération de Kharkhov) » à l'Institut économique d'URSS à Moscou.
À partir de 1967, il travaille au département de démographie de l'Institut d'économie d'URSS fondée par l'académicien M. V. Ptoukhoï. En 1971, il s'installe à Moscou et commence à travailler au département de l'Institut de recherche sur la démographie d'URSS.
À partir de 1990, il donne des cours en France en tant que professeur invité : à l'Université de Lyon II, à l'Université de Paris VIII, à l'Institut d'Études politiques de Paris. Il est membre actif de nombreux conseils et commissions comme du " programme de l'Unesco "MOST" (Management of social Transformations)" de 1998 à 2001.
Le 27 avril 2010, à l'École supérieure d'économie se tint une session spéciale consacrée au 75e anniversaire d'Anatoli Vichnevski.
Il est l'auteur de plus de 500 publications.
Anatoli Vichnevski est décédé le 15 janvier 2021 à Moscou. 

## Contribution scientifique

Transition démographique

Comme théoricien démographe, А. G. Vichnevski est un des premiers, en URSS, à avoir développé des concepts tels que celui de la Transition démographique. La publication de son livre 
« Révolution démographique » fut un évènement marquant dans la vie de la communauté des démographes dans les années 1970—1980. Ce livre fut adopté avec enthousiasme par la jeune génération de démographes et la société russe. Mais il n'a pas été remarqué par l'ancienne génération, qui avait fait carrière à l'époque des bolchevistes, du totalitarisme et qui vivait isolée de la démographie mondiale.
Dans sa monographie « Révolution démographique », ses collègues attestent qu'il démontre une capacité à présenter des problèmes complexes de manière compréhensible à tout public en s'abstenant de tout snobisme scientifique.

## Opinions
Vichnevski remarque que le taux de fécondité ne peut être élevé à des niveaux suffisants pour assurer, ne fût-ce que le simple remplacement, de la population. Il considère que la natalité insuffisante est la norme incontournable pour tous les pays développés, en ce compris la Russie. Ce fait est lié à des particularités propres à ces pays : élimination presque totale de la mortalité infantile, émancipation des femmes, la croissance des investissements destinés aux enfants, la croissance du niveau d'instruction. Selon Vichnevski, dans les pays qui visent à augmenter le taux de natalité, leur politique n'a pas réussi, et, dans le meilleur des cas, elle n'a conduit qu'à une augmentation temporaire, liée au « calendrier des naissances », parce que les gens ont eu simplement des enfants plus tôt que prévu initialement. Cet effet est de courte durée, constate Vichnevski, et ne constitue pas une augmentation du nombre moyen d'enfant par femme mais simplement l'apparition plus rapide d'un certain nombre d'enfants. D'ailleurs, selon Vichnevski, les opinions par rapport à la natalité sont mieux perçues par les familles quand elles ne dépendent pas du gouvernement, mais de la famille elle-même. Lorsque l'État passe à des mesures d'augmentation du taux de la natalité, ces mesures sont ressenties comme une ingérence lourde de conséquences dans les affaires privées des familles. De plus, la réduction du taux de la natalité est lié en premier lieu au fait que dans la vie des femmes apparaissent d'autres centres d'intérêts que la famille et les enfants, comme leur carrière et, en second lieu au fait qu'un nombre moindre d'enfants dans une famille permet de s'investir et d'investir davantage pour ses enfants, en déployant plus de force et de moyens pour améliorer le niveau et la qualité de vie.
Vichnevski considère que la baisse de la natalité en Russie et en Europe occidentale se produit sur un fond d'explosion démographique dans le monde. C'est un signe évident, selon lui, de l'existence de mécanismes humains d'auto-régulation de sa population. Mais il estime aussi que, si l'explosion démographique s'arrête vers 2050, il faudra vivre avec cette explosion d'ici là, et, à cette fin, accepter les compensations nécessaires à cette augmentation.
Comme l'augmentation du taux de la natalité est devenu superflue, il ne reste qu'une seule solution, aussi bien pour la Russie, que pour le reste du monde développé : l'immigration. Celle-ci permet d'alléger la surpopulation dans les pays du « Sud » et sauvera de l'extinction « les populations du Nord » en perte de vitesse démographique. Vichnevski comprend bien qu'il y a des menaces associées à ce processus, mais il considère que c'est la seule solution : « l'afflux de populations provenant de l'extérieur ».

## Activités littéraires
En plus de sa réputation de démographe et d'économiste, Vichnevski s'est fait connaître comme auteur d'un roman à collage, roman-puzzle, ou encore roman-montage. Il est réalisé à partir de lettres "interceptées". Comme dit le poète Boris Poplavski: "Un vrai roman garde quelque chose des lettres intimes interceptées". Des documents d'archives familiales, provenant de la grande famille russe des Tatischeff, se sont retrouvés du fait de liens d'amitiés dans les mains de l'auteur Vichnevski. Son roman Lettres interceptées retrace l'histoire des membres de cette famille. Il évoque aussi le poète russe émigré de la première vague qui mourut à Paris en 1935 : Boris Poplavski. Tout cela sur un large fond historique russe et européen du XXe siècle. Selon plusieurs critiques, les ouvrages littéraires de Vichnevski sont parmi les plus importants de la littérature russe des années 2000,,. Plusieurs ouvrages et articles ont été traduits en français.

## Articles parus en français
- « Les enjeux de la crise démographique en Russie » (juin 2009 Russie. Nei. Visions no 41 - IFRI Centre Russie/NEIn Paris, Bruxelles).
- « Nous avons l'Occident » (Outre-Terre, 2007/2 ; Cairn Info)
- « Une superpuissance sous-peuplée » (Le Débat 2004/3 ; Cairn Info)
- « La modernisation de la Russie : un long chemin » (Le Débat 2001/1 ; Cairn info)

## Ouvrages parus en français
- Anatoli Vichnevski (trad. Marina Vichnevskaïa), Lettres interceptées (en russe : Перехваченние писма), (roman), Gallimard,‎ 2005 (ISBN 9782070772872).
- La faucille et le rouble : la modernisation conservatrice en URSS, essai, Gallimard, 2000  (ISBN 2070759040) [3].

## Monographies en russe
- Демографическая революция. М., 1976 (La révolution démographique)
- Мировой демографический взрыв и его проблемы. М., 1978.(Explosion démographique du monde)
- Воспроизводство населения и общество. История, современность, взгляд в будущее. М., 1982

(Reprodution des populations et société. Histoire, présent, regard vers l'avenir).  
- Серп и рубль. Консервативная модернизация в СССР. М., 1998.(Faucille et roublen modernisation conservatrice en URSS).
- Перспективы развития России: роль демографического фактора (в соавторстве с Е. М. Андреевым и А. И. Трейвишем). Институт экономики переходного периода, Научные труды № 53Р. М., 2003.

(Perspectives de développements de la Russie : le rôle des facteurs démographiques ; avec E. M. Andreev et I. A. Treïviche)
- Перспективы миграции и этнического развития России и их учет при разработке стратегических направлений развития страны на длительную перспективу. М., 2003.

(Perspectives des migrations et du développement ethnique de la Russie et les statistiques des orientations du développement à long terme du pays)
- Российская модернизация: Размышления о самобытности. — М., Три квадрата, 2008, 416 с. (статья в коллективной монографии) (Modernisation de la Russie : réflexion sur l'identité)
- Перехваченные письма: Роман-коллаж. — М., О. Г. И., 2001; 2-е расширенное издание: М., О. Г. И., 2008.(Lettres interceptées ; Roman-collage)

## Liens en français
- http://www.cairn.info/publications-de-Vichnevski-Anatoli--28229.htm
- « La faucille et le rouble. La modernisation conservatrice en URSS - Anatoli Vichnevski » [livre], sur decitre.fr (consulté le 18 août 2020)
- « Russie : les alternatives démographiques », sur Futuribles (consulté le 18 août 2020)
- « lmda.net/din/tit_lmda.php?Id=2… »(Archive.org • Wikiwix • Archive.is • Google • Que faire ?)
- « oboulo.com/histoire-et-geograp… »(Archive.org • Wikiwix • Archive.is • Google • Que faire ?)

## Liens en russe
- Интервью Радио Свобода (Interview)
- Интервью Радио Свобода по поводу романа «Перехваченные письма» (Interview)
- Библиография на портале «Экономика. Социология. Менеджемент»
- Персональная страница на сайте «Русский Архипелаг» (Page personnelle)
- Биография
- Демоскоп Weekly
- Центр демографии и экологии человека
- Критика взглядов А. Г. Вишневского в журнале «Эксперт»
- Ответ на критику взглядов в журнале «Эксперт»
- Новая история (préf. Под ред. А. Г. Вишневского), Демографическая модернизация России. 1900-2000 (Modernisation démographique de la Russie), М., Новое издательство,‎ 2006, 608 p. (ISBN 5-98379-042-0, lire en ligne)